# Гласов (Западна Померанија)
Гласов (њем. Glasow) општина је у њемачкој савезној држави Мекленбург-Западна Померанија. Једно је од 54 општинска средишта округа Икер-Рандов. Према процјени из 2010. у општини је живјело 177 становника. Посједује регионалну шифру (AGS) 13062016.

## Географски и демографски подаци
Гласов се налази у савезној држави Мекленбург-Западна Померанија у округу Икер-Рандов. Општина се налази на надморској висини од 34 метра. Површина општине износи 15,4 km². У самом мјесту је, према процјени из 2010. године, живјело 177 становника. Просјечна густина становништва износи 11 становника/km².